# Al Madina
Maillots
Actualités
Le Al Madina Sporting Club (en arabe : نادي المدينة الرياضي), plus couramment abrégé en Al Madina, est un club libyen de football fondé en 1953 et basé à Tripoli, la capitale du pays.

## Palmarès
| \| - Championnat de Libye (3) : - Champion : 1975-76, 1982-83 et 2000-01. - Vice-champion : 1986-87 et 1989-90. - Coupe de Libye (2) : - Vainqueur : 1976-77 et 1989-90. - Finaliste : 2007-08. \| \| - Supercoupe de Libye (1) : - Vainqueur : 2001. \| |  |                                                 |
| - Championnat de Libye (3) : - Champion : 1975-76, 1982-83 et 2000-01. - Vice-champion : 1986-87 et 1989-90. - Coupe de Libye (2) : - Vainqueur : 1976-77 et 1989-90. - Finaliste : 2007-08.                                                             |  | - Supercoupe de Libye (1) : - Vainqueur : 2001. |